# Değirmenkaya, Karayazı
Değirmenkaya là một xã thuộc huyện Karayazı, tỉnh Erzurum, Thổ Nhĩ Kỳ. Dân số thời điểm năm 2011 là 2.005 người.